# Hemiplatytes epia
Hemiplatytes epia är en fjärilsart som beskrevs av Dyar 1912. Hemiplatytes epia ingår i släktet Hemiplatytes och familjen Crambidae. Inga underarter finns listade i Catalogue of Life.